# Max Pam
Max Pam (Amsterdam, 14 september 1946) is een Nederlands freelance-journalist, schaker, columnist, schrijver en programmamaker. Hij werkte voor onder meer Vrij Nederland, HP/De Tijd, NRC Handelsblad, Trouw, de Volkskrant en Het Parool. Hij is een zoon van Leonard Albert (Leo) Pam (1905-1991), tussen 1945 en 1970 redacteur bij Het Parool.

## Opleiding
Hij volgde de kweekschool en de School voor Journalistiek. Een studie politicologie in Amsterdam bleef onvoltooid.

## Carrière

### Columns
Hij heeft twee columns in Het Parool op zaterdag. Eén over het leven en één over schaken. Sinds 2006 heeft hij in de Volkskrant wekelijks de column Beweringen & Bewijzen, genoemd naar een essaybundel van Jacques de Kadt. Ook voor Binnenlands Bestuur schrijft Pam columns. 
Hij heeft ook columns voor NRC Handelsblad en Vrij Nederland geschreven. Van zijn hand verscheen wekelijks een literaire kritiek in HP/De Tijd, die in 2009 is beëindigd. In maart 2011, na het vertrek van Jan Dijkgraaf als hoofdredacteur, heeft Pam zijn literaire kritiek in de HP/De Tijd hervat. 
Voor HP/De Tijd loofde Pam ieder jaar de Max Pam Award uit voor het beste boek. 
In 2005 verscheen onder redactie van Dap Hartmann het boek De armen van de inktvis dat een ruime selectie bevat uit zijn journalistieke werk. 

### Televisie en radio
In de jaren negentig presenteerde hij het discussieprogramma De tafel van Pam op de radio, waarin Theo van Gogh, Boudewijn Büch, Nelleke Noordervliet en Jaap van Heerden het vaste discussiepanel vormden.
Hij verzorgde radioprogramma’s voor de VPRO, NPS en Human en maakte ook televisiedocumentaires, onder meer een tweeluik over Willem Frederik Hermans. Samen met Jeroen Henneman maakte Max Pam het satirisch architectuurprogramma De Woestijn Leeft dat werd geregisseerd door Theo van Gogh en uitgezonden door AT5 en RTL 5. In 2001 maakten Pam en Henneman De Bovenwereld waarin op een satirische wijze allerlei paranormale verschijnselen werden behandeld. Dit programma werd uitgezonden door de Humanistische Omroep. 
Met ingang van het seizoen 2007-2008 en tot en met het seizoen 2011-2012 was Pam columnist in het televisieprogramma Buitenhof.
Pam was in 2015 wekelijks te gast bij Theodor Holmans radioprogramma OBA live, op vrijdagavond op Radio 5 en presenteerde daar de rubriek Ketter en Geest, een woordspeling op het katern Letter en Geest van dagblad Trouw. Hierin behandelde Pam onderwerpen die 'van belang zijn voor goddelozen' aan de hand van krantenknipsels en internetberichten.

### Boeken
Met Tim Krabbé stelde hij De Koning, Schaakstukken samen, een bloemlezing uit de vele stukken die J.H. Donner heeft geschreven over het schaken.
In 2002 werd Pam getroffen door een hersenbloeding, waarvan hij later hersteld is. Hij schreef over zijn herstel het boek Het Ravijn (2004), dat een bestseller werd.

## Auteursrechten
Pam was zeer actief in het bestrijden van de grote auteursrechtenschending door de Perscombinatie, die de rechten van alle PC-freelancers systematisch schond - de Perscombinatie bestond toen uit de Volkskrant, NRC Handelsblad (waarvoor Pam vaak schreef), Het Parool (waarvoor Pam ook schreef), Trouw en Algemeen Dagblad. Het bedrijf exploiteerde zonder toestemming en zonder betaling alle stukken van de freelancers via de PersDataBank. Het bleek hier te gaan om een schending van het auteursrecht van tussen 2000 en 3000 freelancers. Hij is een van de oprichters van de Freelancers Associatie.